# Saison 1 de DCI Banks
Chronologie
Saison 2
Cet article présente le pilote et les épisodes de la première saison de la série télévisée DCI Banks.
Au Royaume-Uni, chaque enquête est diffusée en deux épisodes de 45 minutes, généralement à une semaine d'écart. En France, chaque enquête est diffusée dans son intégralité, soit 90 minutes.

## Distribution

### Acteurs principaux
- Stephen Tompkinson (en) (VF : Lionel Tua) : Inspecteur chef (DCI) Alan Banks
- Andrea Lowe (en) (VF : Laura Blanc) : Sergent (DS) Annie Cabbot
- Jack Deam (en) (VF : Jérôme Frossard) : Sergent (DS) Ken Blackstone
- Caroline Catz (en) (VF : Ariane Deviègue) : Inspecteur principal (DI) Helen Morton (depuis saison 2)

### Acteurs secondaires
- Tom Shaw : Agent (DC) Kevin Templeton (saison 1)
- Colin Tierney : Superintendent (Ch Supt) Gerry Rydell (saison 1)
- Lorraine Burroughs (VF : Marjorie Frantz) : Sergent (DS) Winsome Jackman (saisons 1 à 2)
- Nick Sidi (en) (VF : Éric Aubrahn) : Superintendent (Ch Supt) Ron McLaughlin (depuis saison 2)
- Danny Rahim (en) : Agent (DC) Tariq Lang (depuis saison 3)

Sources et légende : Version française selon le carton de doublage.

## Liste des épisodes

### Épisode pilote:Un beau monstre
- Royaume-Uni : 27 septembre et 4 octobre 2010 sur ITV
- France : 2 novembre 2012 sur Arte

- Royaume-Uni : 6,66 millions de téléspectateurs (1re partie) (première diffusion)
- Royaume-Uni : 6,89 millions de téléspectateurs (2e partie) (première diffusion)
- France : 799 000 téléspectateurs (3,2 % de part d'audience)[1] (première diffusion)

- Monica Dolan : Maggie Forrest
- Sian Breckin : Policier Janet Taylor
- Myles Keogh : Policier Dennis Morrisey
- Charlotte Riley : Lucy Payne
- Samuel Roukin (en) : Marcus Payne
- Matt Chapman : SAMU
- Barry Sloane : Jackie Wray
- Justine Adams : Infirmière à l'unité de soins intensifs
- Helen Lord : Assistant à la boutique de Zoey
- Hannah Orr : Leanne Wray
- Florence Wilson : Infirmière
- Duncan Wood : Reporter TV
- Jodie Hamblet : Bernadette
- Steven Elder : Dr Patterson
- Dennis Hewitt : Dr Keighley
- Matthew Lewney : Jack Whittaker
- David Smith : Dr McKenzie
- Sarah Woodward : Jessica Ford
- Gabriella Dixon : Arlene

### Épisode 1:Ne jouez pas avec le feu
- Royaume-Uni : 16 septembre et 23 septembre 2011 sur ITV
- France : 9 janvier 2014 sur Arte

- Royaume-Uni : 5,10 millions de téléspectateurs (1re partie) (première diffusion)
- Royaume-Uni : 5,33 millions de téléspectateurs (2e partie) (première diffusion)
- France : 774 000 téléspectateurs (2,9 %)[2] (première diffusion)

- John Bowe : Dr Patrick Aspern
- Gary Cargill : Jake McMahon
- Marc Finn : Geoff Hamilton
- John Light : Mark Keane
- Tamzin Merchant : Miranda Aspern
- Jade Williams (en) : Gerry Siddons
- Leah Bracknell (en) : Maria
- Rakhee Thakrar : Assistant de laboratoire

### Épisode 2:L'amie du diable
- Royaume-Uni : 30 septembre et 7 octobre 2011 sur ITV
- France : 16 janvier 2014 sur Arte

- Royaume-Uni : 4,66 millions de téléspectateurs (1re partie) (première diffusion)
- Royaume-Uni : 5,44 millions de téléspectateurs (2e partie) (première diffusion)
- France : 866 000 téléspectateurs (3,4 %)[3] (première diffusion)

- Ian Bartholomew (en) : Timothy Randall
- Di Botcher : Grace
- Gail Burland : Dina Howarth
- Joanna Burnett : Claire Naylor
- Raquel Cassidy : Dr Elizabeth Waring
- David Corden : Gareth Todd
- Tim Dantay (en) : Geoff Daniels
- Claire Eden : Réceptionniste de l'hôtel
- Michael Maloney : Malcolm Austin
- Sarah Beck Mather : Chelsea Pilton
- Susan Mitchell : Donna Daniels
- Charlotte Riley : Lucy Payne
- Morgan Watkins (en) : Jamie Morden
- Sian Webber : Avocat
- Ian Weichardt : Stuart Kinsey
- Robert Willox : Dr Burns
- Gerard Horan : Les Ho
- Pauline Jefferson : Mrs Hargreaves
- Natalie Kemp : Jill Sutherland

### Épisode 3:Froid comme la tombe
- Royaume-Uni : 14 octobre et 21 octobre 2011 sur ITV
- France : 23 janvier 2014 sur Arte

- Royaume-Uni : 5,82 millions de téléspectateurs (1re partie) (première diffusion)
- Royaume-Uni : 5,89 millions de téléspectateurs (2e partie) (première diffusion)
- France : 730 000 téléspectateurs (2,8 %)[4] (première diffusion)

- Samuel Anderson : Maître d'hôtel
- Andonis Anthony : Niall Gilbert
- Ross Armstrong : Policier Rickert
- Ross Boatman : Inspecteur Richard Brownlow
- James Boyland : Tony Grimes
- Sam Chapman : Charlie McKay
- Scott Dyet : Uniforme sur la scène de crime
- Paddy Fletcher : Veilleur de nuit
- Gemma Hepworth : Judy
- Ellie Jacob : Ruth Walker
- Anna Wilson-Jones (en) : Rosalind Rydell
- Adam Leese : Brian Hurley
- Terence Maynard : Barry Clough
- Scarlett Rose Patterson : Emily Rydell
- Richard Cole : Dr Glendinning
- Manjeet Mann : Officier de surveillance
- Kane Murray : Technicien informatique
- Chris Orton : Barman